# Джейн Мерфін
Джейн Мерфін (англ. Jane Murfin; 27 жовтня 1884, Квінсі — 10 серпня 1955) — американська сценаристка, драматургиня, кінорежисерка, кінопродюсерка та письменниця.

## Біографія
Народилася в місті Квінсі, штат Мічиган. 
Почала кар'єру з п'єси «Бузковий час», яку написала у співавторстві з Джейн Коул. Бродвейська адаптація п'єси була відкрита 6 лютого 1917 року. Джейн Мерфін і Джейн Коул продовжували співпрацю під спільним псевдонімом Аллан Ленгдон Мартін.
Твори Мерфін були екранізовані 61 раз, в тому числі «Раба моди» (1925), «Дорога додому» (1931), «Маленький священник» (1934), Злючка" (1934), «Роберта» (1935), «Еліс Адамс» (1935), «Романтика в Манхеттені» (1935), «Світла година» (1938), «Жінки» (1939), «Встань і бийся» (1939), «Гордість і упередження» (1940), «Потомство дракона» (1944).
Джейн Мерфін і Адела Роджерс Сент-Джонс в 1932 році були номіновані на премію Американської кіноакадемії в категорії найкраще літературне першоджерело («Скільки коштує Голлівуд?»), але програли Френсіс Маріон («Чемпіон»).
Мерфін була одружена з режисером Лоуренсом Трімблом (1915—1926) та з актором Дональдом Кріспом (1932—1944). 
Похована поруч Джейн Коул на кладовищі «Valhalla Memorial Park».